# Историческая метрология
Историческая метрология  (от греч. μέτρον — мера, измерительный инструмент) — вспомогательная историческая дисциплина, изучающая употреблявшиеся в прошлом меры — длины, площади, объёма, веса — в их историческом развитии. Часто единицы измерения не образовывали метрической системы, их относят к традиционным системам измерения.
Так же, важной проблемой исторических данных является отсутствие информации о том, какими средствами и по какой методике производились измерения. Например, в 19-м веке измерения производились приборами, которые изготовлялись самостоятельно, а в 20-м веке задокументированы случаи изменения показаний барометра при перемещении его внутри метеостанции.
Историческая метрология изучает историю развития различных систем измерений, названий отдельных мер, их количественных соотношений, устанавливает их реальные величины, то есть соответствия современным метрическим системам. Метрология находится в тесной связи с нумизматикой, так как у многих народов в прошлом меры веса совпадали с денежными единицами и имели одинаковое название.